# Born for this – Mehr als Fußball
Born for this – Mehr als Fußball ist eine deutsche Dokumentarfilmserie über den Frauenfußball und die Entwicklung der deutschen Frauenfußball-Nationalmannschaft. Die Serie verfolgt in zwei Staffeln den Weg der Nationalmannschaft zur Fußball-Europameisterschaft der Frauen 2022 und der Fußball-Weltmeisterschaft der Frauen 2023.

## Produktion und Ausstrahlung
Die drei ersten Episoden der ersten Staffel wurde im Juli 2022 zu Beginn der EM ausgestrahlt, die letzten beiden Folgen nach der EM im November 2022. Episode 1 der zweiten Staffel wird am 15. Juli 2023, die die restlichen drei Folgen nach Ende der WM ausgestrahlt.
Für die erste Staffel traten als Sponsoren/Partner der DFB, Adidas und Volkswagen auf, Lizenznehmer waren die ARD, Sky, Magenta TV, discovery+ und der NDR. Für die zweite Staffel sicherte sich das ZDF exklusiv die Rechte.

## Episodenliste

### Staffel 1
Die erste Staffel umfasst fünf Episoden, von denen drei vor bzw. während der EM 2022 gezeigt wurden, letztere zwei nach Ende der EM.
In den Interviews den ersten Staffel kommen neben Trainerin Martina Voss-Tecklenburg und Mitarbeitern des DFB die folgenden Nationalspielerinnen zu Wort: Nicole Anyomi,  Ann-Katrin Berger, Jule Brand, Klara Bühl, Selina Cerci, Sara Däbritz, Linda Dallmann, Sara Doorsoun, Laura Freigang, Merle Frohms, Giulia Gwinn, Kathrin Hendrich, Svenja Huth, Sophia Kleinherne, Lena Lattwein, Melanie Leupolz, Sydney Lohmann, Lina Magull, Dzsenifer Marozsán, Sjoeke Nüsken, Lena Oberdorf, Alexandra Popp, Felicitas Rauch, Lea Schüller, Almuth Schult und Tabea Sellner (damals noch Waßmuth).
| Ep.  | Veröffent- lichung | Inhalt |
| ---- | ------------------ | --- |
| 1.01 | 06.07.2022         | Die Episode beginnt im Frühjahr 2021 mit der anstehenden Qualifikation für die Weltmeisterschaft 2023, wodurch sich die Mannschaft gleichsam auf die wegen der COVID-19-Pandemie um ein Jahr verschobenen Europameisterschaft der Frauen 2022 vorbereitet. Die Mannschaft absolviert drei Spiele gegen Bulgarien am 18. September (7:0), Serbien am 21. September (5:1) und Israel am 21. Oktober (1:0), wobei das Team noch Schwierigkeiten hat sich zu finden. Hervorzuhebende Themen sind die schwierige Rückkehr mehrerer Spielerinnen aufgrund von Verletzungen (Lina Magull, Giulia Gwinn und Alexandra Popp,) bzw. Schwangerschaften (Almuth Schult). Ein weiteres Thema ist Sexismus, vor dem Hintergrund der im Oktober 2021 erhobenen Vorwürfe der sexuellen Nötigung gegen den US-amerikanischen Trainer Paul Riley. Britta Carlson erwähnt für den deutschen Raum Fälle von übergriffigen Verhalten durch Funktionäre gegenüber Spielerinnen. |
| 1.02 | 06.07.2022         | Nach dem Hinspiel gegen Israel besucht das Team die Holocaust-Gedenkstätte Yad Vashem und die Jerusalemer Altstadt. Wenige Tage später trifft die Mannschaft am 26. Oktober in Deutschland im Rückspiel erneut auf die israelische Nationalmannschaft (7:0). Es folgen am 26. November das Spiel gegen die Türkei (8:0) und gegen Portugal am 30. November 2021 (3:1). Thematisiert wird weiter Martina Voss-Tecklenburgs Rolle als alleinerziehende Mutter und ihre Bisexualität, Alexandra Popp kämpft mit ihrer Regeneration nach einer schweren Knieverletzung. Lea Schüller trumpft als Tormacherin auf. Laura Freigang stellt ihr Leben und ihrer Mannschaft bei Eintracht Frankfurt vor, darunter das Stadion am Brentanobad. Kathrin Hendrich und Lina Magull sprechen über ihre Beziehungen und mögliche zukünftige Kinderwünsche. Die vier Torwart-Spielerinnen Almuth Schult, Merle Frohms, Ann-Kathrin Berger und Laura Benkarth konkurrieren um die Rolle als Stammspielerin. |
| 1.03 | 06.07.2022         | Februar 2022. Kurz vor der Teilnahme zum Arnold Clark Cup 2022 grassiert eine Covid-19-Infektionswelle unter den Spielerinnen, wodurch 14 aus dem Kader ausfallen und neu ersetzt werden müssen. Nachnominiert werden unter anderem Nicole Anyomi, Selina Cerci und Sara Doorsoun. Deutschland trifft auf Spanien (1:1), Kanada (0:1) und England (1:3), geht jedoch als Gruppenletzter aus dem 4er-Turnier hervor. Die Stimmung ist gedrückt. Weitere Themen sind die Verhandlungen der Spielerinnen mit dem DFB und Oliver Bierhoff über die Höhe der Prämien an die Spielerinnen für die anstehende Europameisterschaft, Sara Däbritzs Leben in Paris und Arbeit als Spielerin bei Paris St. Germain, gesellschaftlicher Rassismus, von dem etwa Nicole Anyomi berichtet. Weiter präsentieren Linda Dallmann und Lina Magull den FC Bayern Campus. Sara Doorsoun outet öffentlich ihre Homosexualität. |
| 1.04 | 19.11.2022         | April 2022. Alexandra Popp kehrt nach langer Verletzungspause in die Nationalmannschaft zurück. Es folgen WM-Qualifikationsspiele gegen Portugal (3:0) und gegen Serbien (2:3). Voss-Tecklenburg trifft die Entscheidung Merle Frohms als Stammtorhüterin einzusetzen, zum Nachteil der enttäuschten Almuth Schult. Der Kader wird für die EM reduziert. Dzjenifer Marozsán fällt wegen einer Verletzung aus, Melanie Leupolz wegen ihrer Schwangerschaft (letzteres in der Doku nicht erwähnt). Jana Feldkamp, Sjoeke Nüsken, Chantal Hagel, Maxi Rall und Martina Tufekovic müssen das Team verlassen. Die Mannschaft reist im Juli zur EM nach England. Im ersten Spiel der Gruppenphase trifft das Team auf Dänemark (4:0, Tore: Magull, Schüller, Lattwein, Popp), Magull wird Spielerin der Partie, was ihr mehr Selbstvertrauen gibt. Stürmerin Lea Schüller infiziert sich mit Covid-19 und muss daher in Quarantäne bleiben, wodurch Alexandra Popp wieder in die Startelf rückt. Im zweiten Spiel siegt die Mannschaft gegen Spanien (2:0, Tore: Bühl, Popp) und sichert sich damit den Einzug ins EM-Viertelfinale.                                                |
| 1.05 | 19.11.2022         | Lea Schüller ist von ihrer Covid-19-Infektion genesen und kehrt ins Training zurück. Das Team trifft im dritten Gruppenspiel auf Finnland (3:0, Tore: Kleinherne, Popp, Anyomi). Nach Alexandra Popps Torerfolgen rückt sie – zum Nachteil von Lea Schüller – in die Startelf. Schüller, zuvor die torgefährlichste Stürmerin, hadert mit dieser Zurücksetzung, Laura Freigang wiederum damit, dass sie nach Popp und Schüller erst die Drittbesetzung ist. Im Viertelfinale siegt Deutschland gegen Österreich (2:0, Tore. Magull, Popp). Klara Bühl infiziert sich mit Covid-19 und fällt damit für das Halbfinale und Finale aus. Im Halbfinale siegt Deutschland gegen Frankreich (2:1, Tore der Deutschen: beide Popp). Alexandra Popp verletzt sich beim Training und kann daher nicht spielen. Im Finale unterliegt das Team gegen England mit 1:2 (dt. Tor von Magull). Nach der Rückkehr nach Deutschland wird die Mannschaft von tausenden Fans auf dem Römerberg in Frankfurt empfangen. Viele Spielerinnen und Voss-Tecklenburg blicken positiv in die Zukunft, da sie sehen, welche neue Aufmerksamkeit der Frauenfußball in Deutschland durch sie erreicht hat. |

### Staffel 2
In den Interviews den zweiten Staffel kommen neben Trainerin Martina Voss-Tecklenburg, Britta Carlson und weiteren Mitarbeitern des DFB die folgenden Nationalspielerinnen zu Wort: Nicole Anyomi,  Ann-Katrin Berger, Jule Brand, Klara Bühl, Sara Däbritz, Sara Doorsoun, Laura Freigang, Merle Frohms, Giulia Gwinn, Chantal Hagel, Kathrin Hendrich, Svenja Huth, Stina Johannes, Sophia Kleinherne, Paulina Krumbiegel, Melanie Leupolz, Sydney Lohmann, Lina Magull, Dzsenifer Marozsán, Janina Minge, Sjoeke Nüsken, Lena Oberdorf, Alexandra Popp, Felicitas Rauch, Lea Schüller, Almuth Schult, Tabea Sellner und Carolin Simon.
| Ep.  | Veröffent- lichung | Inhalt |
| ---- | ------------------ | --- |
| 2.01 | 14.07.2023         | Nach der EM 2022. Die deutschen Spielerinnen berichten von der Ehre, aber auch Überforderung, die der in Deutschland aufgekommene plötzliche Medienhype für sie darstellt. Lina Magull spricht von einer emotionalen Achterbahn der Spielerinnen, da sie kaum eine Woche Zeit hatten das Turnier zu verarbeiten, ehe sie wieder zurück in ihre jeweiligen Vereine mussten. Magull zufolge, habe ihr diese Überforderung sogar den Spaß am Fußball genommen. Im Oktober folgt ein Spiel gegen Frankreich (2:1) und im November zwei Spiele gegen die USA (2:1, dt. Tore: Eigentor, Krumbiegel). Paulina Krumbiegel kehrt nach Genesung eines Kreuzbandrisses in die Nationalmannschaft zurück und erzielt das Siegestor im ersten Spiel gegen die USA, Rückspiel (1:2, dt. Tor: Brand). Ann-Katrin Berger spricht über ihre Schilddrüsenkrebserkrankung. Giulia Gwinn zieht sich beim Training ihren zweiten Kreuzbandriss zu, wodurch sie den Anschluss verliert und als Spielerin für die kommende WM ausfallen wird. Es folgt ein Besuch beim VfL Wolfsburg und Jule Brand, Kathrin Hendrich, Svenja Huth, Alexandra Popp. Svenja Huth gibt Einblicke in ihre lesbische Ehe, das Paar erwartet ein durch künstliche Befruchtung (Huth ist Eizellspenderin, ihre Frau trägt das Kind aus) gezeugtes Kind. Huth spricht von der Demütigung, dass sie aufgrund der deutschen Rechtslage ihr eigenes genetisches Kind attestieren muss. Almuth Schult ist erneut schwanger, hadert jedoch damit, dass sie damit für die Fußball-WM 2023 ausfallen wird. Sara Doorsoun hadert mit der Trennung von ihrer Lebensgefährtin und psychischen Belastungen. Am 17. Februar 2023 folgt ein Testspiel gegen Irland, bei dem neue Taktiken trainiert werden. Sydney Lohmann ist durch zwei Hüft-Operationen seit Oktober angeschlagen, was mental an ihr zehrt. Laura Freigang hadert mit ihrer Position in der Mannschaft und bittet um neue Einsatzmöglichkeiten. Deutschland spielt bei einem Testspiel gegen Schweden (0:0). |
| 2.02 | 01.12.2023         | April 2023, noch rund 100 Tage bis zur WM. Viele Nationalspielerinnen kämpfen mit körperlicher Erschöpfung und Verletzungen vor dem Hintergrund einer intensiven und anstrengenden Ligasaison. Dzsenifer Marozsán bestreitet ihr Abschiedsspiel für die Nationalmannschaft und Melanie Leupolz kehrt nach der Geburt ihres Sohnes ins Nationalteam zurück. Die nächsten Spiele verlaufen nicht gut; gegen die Niederlande müht sich Deutschland zu einem 1:0, gegen Brasilien verliert das Team 1:2. Das Team kommt zum ersten Lehrgang im Trainingslager in Herzogenaurach zusammen, wo die finale Auswahl für die Weltmeisterschaft in Australien getroffen wird. Giulia Gwinn, die sich von einem Kreuzbandriss aus dem letzten Jahr regeneriert hat, kämpft mit der Entscheidung, dass sie nicht zum Kader gehören wird. Jule Brand gibt Einblicke ihr Leben in Wolfsburg und ihre Entwicklung in der Nationalmannschaft. Die Entscheidung des FC Bayern München seine Spielerinnen erst vier Tage nach den anderen Spielerinnen anreisen zu lassen, führt zu starkem Unmut. Carolin Simon berichtet über psychische Probleme in der jüngeren Vergangenheit. Deutschland gewinnt zwar das Testspiel gegen Vietnam mit 2:1, zeigt jedoch starke Schwächen. Es folgt der zweite Trainingslehrgang in Herzogenaurach. Das letzte Testspiel gegen Sambia geht 2:3 verloren, wobei sich Carolin Simon einen Kreuzbandriss zuzieht und fällt für die WM aus. |
| 2.03 | 01.12.2023         | Die Kaderauswahl für die WM wird getroffen, viele Spielerinnen stehen mental unter starkem Druck, die Stimmung ist nicht gut. Die Mannschaft reist nach Australien ab und zieht ins Basecamp in Wyong ein. Die abgelegene Lage des Camps und Warnhinweise trüben die Stimmung. Melanie Leupolz nimmt ihren kleinen Sohn mit zur WM. Mehrere Spielerinnen verletzten sich leicht im Training und bei letzten Testspielen. Marina Hegering gibt Einblick in ihre Karriere und Verletzungsgeschichte. Im ersten WM-Spiel trifft Deutschland auf Marokko und siegt 6:0. Felicitas Rauch verletzt sich im Training, was das Team weiter schwächt. |
| 2.04 | 01.12.2023         | Im Spiel gegen Kolumbien verliert Deutschland 1:2, womit der Druck ins Achtelfinale zu kommen deutlich steigt. Im Spiel gegen Südkorea kommt Deutschland nur zu einem Unentschieden und scheidet aus der WM in der Vorrunde aus. Die Spielerinnen sind am Boden zerstört. Melanie Leupolz verkündet ihren Rückzug aus der Nationalmannschaft. Bundestrainerin Martina Voss-Tecklenburg erleidet einen körperlichen-psychischen Zusammenbruch und tritt schließlich als Bundestrainerin zurück. |

## Rezeption
Das Medienkritikportal Übermedien kritisierte die damalige Intransparenz der ARD über die Rolle der Sponsoren der Dokumentation:

„Die ARD kauft dem DFB Werbefilme ab – und verkauft sie dem Publikum als Dokumentationen.“

Die Tageszeitung (taz) befand:

„Die Dokuserie ‚Born for this‘ begleitet das Nationalteam der Frauen vor der Fußball-EM in England und bietet Einblicke, die nach wie vor selten sind.“